# جشنواره بین‌المللی فیلم براتیسلاوا

پوستر رسمی جشنواره بین‌المللی فیلم براتیسلاوا

جشنواره بین‌المللی فیلم براتیسلاوا (انگلیسی: Bratislava International Film Festival) به عنوان مهم‌ترین رویداد سینمای اسلواکی، از سال ۱۹۹۹ در براتیسلاوا، مرکز اسلواکی پایه‌گذاری شد. این جشنواره اگرچه یک رویداد رقابتی است اما در بخش‌های مختلف به نمایش فیلم‌های بزرگان سینمای اروپا و همچنین فیلم‌های مستقل می‌پردازد.
جوایز این جشنواره در ۵ بخش اصلی اعطا می‌شود:
- جایزه بزرگ برای بهترین فیلم بین‌المللی
- بهترین کارگردان
- بهترین بازیگر مرد
- بهترین بازیگر زن
- جایزه فیپرشی (فدراسیون بین‌المللی منتقدان فیلم) برای بهترین فیلم.